# Car (rei de Mégara)
Car ou Kar, filho de Foroneu, foi um rei de Mégara, cuja acrópole Cária deriva seu nome do rei. Considera-se que Car foi o fundador de Mégara.
Na época de Car foram construídos santuários de Deméter em Mégara, o que explica, segundo os megareus do século II d.C., o nome da cidade (câmaras).
Doze gerações depois de Car, Mégara foi tomada por Lélex, que veio do Egito.